# Partido Socialista Radical
El Partido Socialista Radical (PSRd) fue un partido político de centroizquierda chileno que existió solo para las elecciones parlamentarias de 1932.
Su participación estuvo ligada a la Confederación Republicana de Acción Cívica, conglomerado de izquierda que aglutinó a los elementos marxistas recién creados y otros movimientos proletarios.